# Magistralinis kelias A4

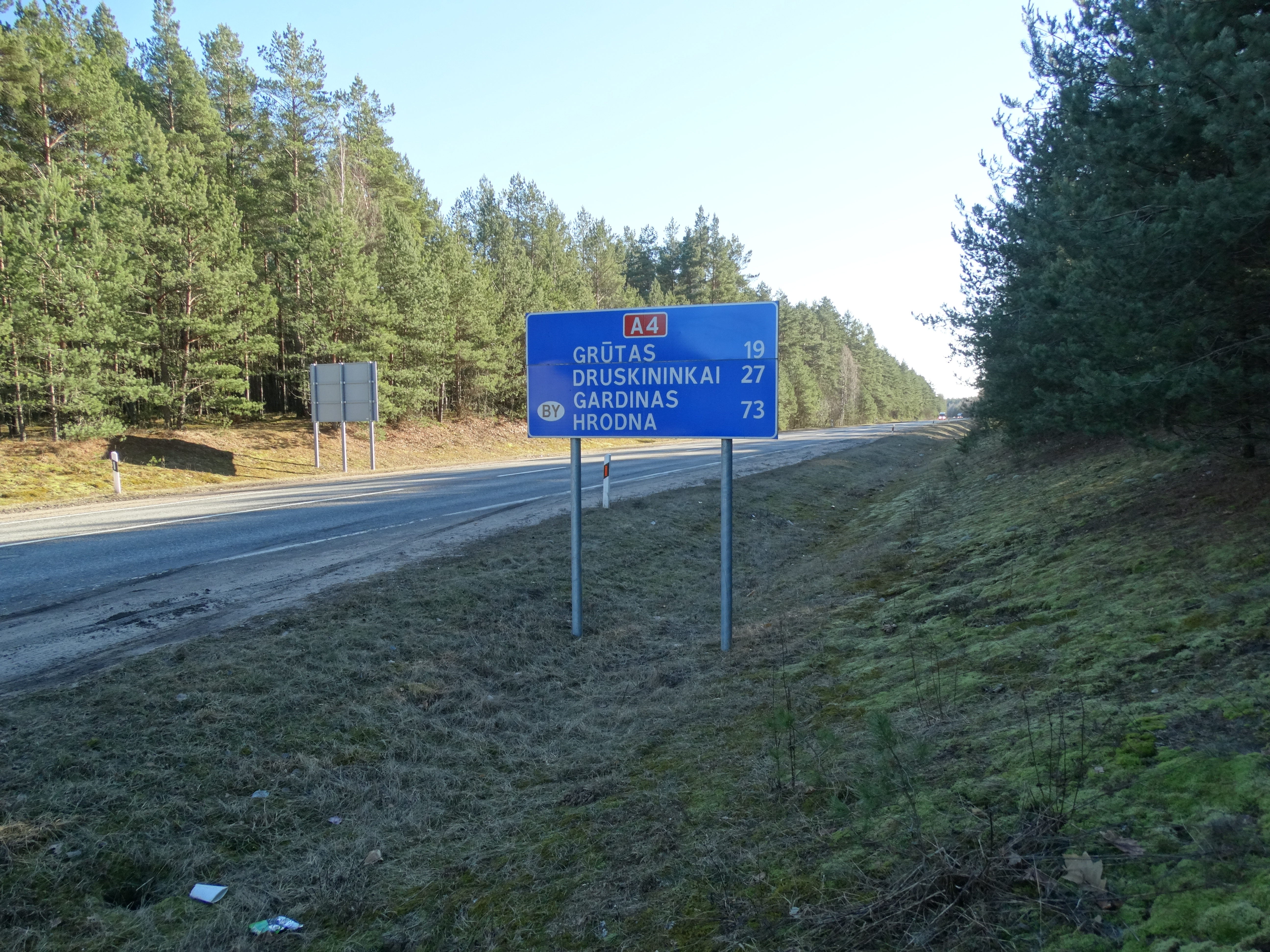
Segnale di progressiva chilometrica all'altezza di Merkinė

La Magistralinis kelias A4 è una strada maestra della Lituania. Collega la capitale Vilnius alla città di Hrodna, situata al di là del confine del Paese baltico con Bielorussia. La lunghezza del tratto lituano è di 134,46 km.
Gran parte della strada ha una sola corsia per carreggiata e il limite di velocità è generalmente di 90 km/h. Costituisce la principale arteria di connessione tra Vilnius e gli insediamenti della regione di Dzūkija.